# Borgerinitiativet mod EU-Forfatningen
Borgerinitiativet mod EU-Forfatningen – hvis fulde navn var Borgerinitiativet Ja til Europa – nej til EU-forfatning, opstod i 2004 på initiativ af en lille gruppe enkeltpersoner fra forskellige EU-kritiske miljøer og nej-bevægelser. Det lykkedes at skabe en organisation der samlede en bred gruppe af mennesker der var imod EU-forfatningen. En række personer og organisationer tilsluttede sig organisationen på tværs af partitilhørsforhold. Organisationen blev sat i dvale, men ikke lukket, da det stod klart at EU-Forfatningen ikke kom til folkeafstemning.